# Ab Gritter
Albert Jan Gritter dit Ab Gritter (né le 22 juillet 1949 à Beilen aux Pays-Bas et mort le 16 octobre 2008 à Havelte) est un joueur et entraîneur de football néerlandais.

## Palmarès
- FC Twente :
  - Coupe des Pays-Bas (1) : 1977
  - Meilleur buteur du championnat des Pays-Bas D2 (1) : 1975
  - Meilleur buteur de la coupe d'Europe des vainqueurs de coupe (1) : 1978